# Evergreen (Love Theme from A Star Is Born)
Evergreen (Love Theme from A Star Is Born) – singel Barbry Streisand z 1976 roku.

## Informacje ogólne
Piosenkę napisali Barbra Streisand i Paul Williams na potrzeby musicalu Narodziny gwiazdy z 1976 roku, w którym Streisand wystąpiła z Krisem Kristoffersonem. Piosenka została jednym z największych przebojów Barbry Streisand, docierając do 1. miejsca listy przebojów w USA, a także zdobywając Oscara i Złotego Globa za najlepszą oryginalną piosenkę filmową. Były prezydent USA, Bill Clinton, podał „Evergreen” jako swoją ulubioną piosenkę z repertuaru Barbry Streisand.

## Pozycje na listach
| Lista             | Pozycja |
| ----------------- | ------- |
| Stany Zjednoczone | 1       |
| Wielka Brytania   | 3       |
| Włochy            | 11      |